# Emich von Flonheim
Emich von Flonheim was een 11e-eeuwse graaf uit het Heilige Roomse Rijk en leider van een groep armen uit de Volkskruistocht, deel van een massale militaire expeditie om Jeruzalem te veroveren op de Seltsjoeken, bekend als de Eerste Kruistocht. Hij staat vooral bekend vanwege zijn leidende rol in de Pogroms van 1096.

## Identiteit
Emich wordt vermeld in oude geschriften, doch zijn exacte identiteit is niet met zekerheid vast te stellen. In verschillende studies wordt hij Emich von Leisingen genoemd, of von Leiningen. Maar recenter onderzoek toont aan dat hij met meer waarschijnlijkheid afkomstig was van Flonheim en dat het dus Emich von Flonheim was.
Hij was afkomstig uit de Duitse Rijnstreek en is bekend omdat hij een afzonderlijke groep roofridders en pelgrims leidde tijdens de Volkskruistocht in 1096. Zijn tocht werd berucht door de wreedaardige pogroms tegen joodse gelovigen.

## Achtergrond van de Jodenvervolging in 1096
In november 1095 deed Paus Urbanus II op de Synode van Clermont een oproep om Jeruzalem te bevrijden uit handen van de Moslims. Vanaf dan riepen op vele plaatsen volkspredikers op tot actie. Opgehitste groepen redeneerden: “We gaan de vijanden van God ver weg in het Oosten aanvallen, laat ons eerst dichter bij huis al beginnen met de joden, die Christus hebben laten kruisigen". Belangrijk hierbij was dat de joden in de steden veel bezig waren met geld- en warenhandel. De groepen die aangesproken waren door de oproepen om Jeruzalem te bevrijden, bestonden deels uit sociaal zeer achtergestelden, soms aangevuld met roofridders. Een van de groepen die zich op weg zetten, werd geleid door Emich. Hij sloot zich niet aan bij de bekendste groep, die van Peter de Kluizenaar, maar trok met een afzonderlijke groep richting Jeruzalem. Doch in plaats van zich op hun einddoel te richten, richtten ze zich vooral op de lokale Joodse gemeenschappen.

## Wapenfeiten
Op verschillende plaatsen ontstonden Jodenvervolgingen. De beruchtste dateren van mei 1096 en werden uitgevoerd door de troepen van Emich. Op 3 mei werden honderden mensen vermoord in Speyer en op 18 mei in Worms. Of Emich daarbij zelf aanwezig was, is niet duidelijk, maar hoogstwaarschijnlijk waren het wel zijn troepen die de moorden pleegden. Op 27 mei 1096 kwam de groep onder leiding van Emich aan in Mainz. De plaatselijke joden hadden gehoord van de moorden in Spiers en Worms en waren zeer verontrust. Daarom vroegen ze aan bisschop Ruthard toestemming om in het bisschoppelijk paleis te mogen schuilen. Ze kregen de toelating tegen betaling van 400 zilverstukken. Onder bedreiging van Emich vluchtte bisschop Ruthard echter uit de stad. De paleiswachters konden de troepen niet buiten houden. Salomon bar Simeon, een van de weinige overlevenden van het beleg van Mainz, schreef dat de joden zich verdedigden, maar niet opgewassen waren tegen de aanvallers. Ze werden vermoord. Een aantal verkozen om elkaar te doden (ook vrouwen en kinderen) om niet in handen van de vijand te vallen. In totaal werden 1300 doden geteld.
De troepen van Emich trokken verder door Bohemen en Praag, met soortgelijke plunderingen en moordpartijen. Ze kregen echter geen toestemming om door Hongarije te trekken. Daarop belegerden ze Wieselburg. Het Hongaars leger greep in en versloeg hen volledig. Emich ontsnapte en reed terug naar huis. De kruistochten waren voor hem afgelopen.

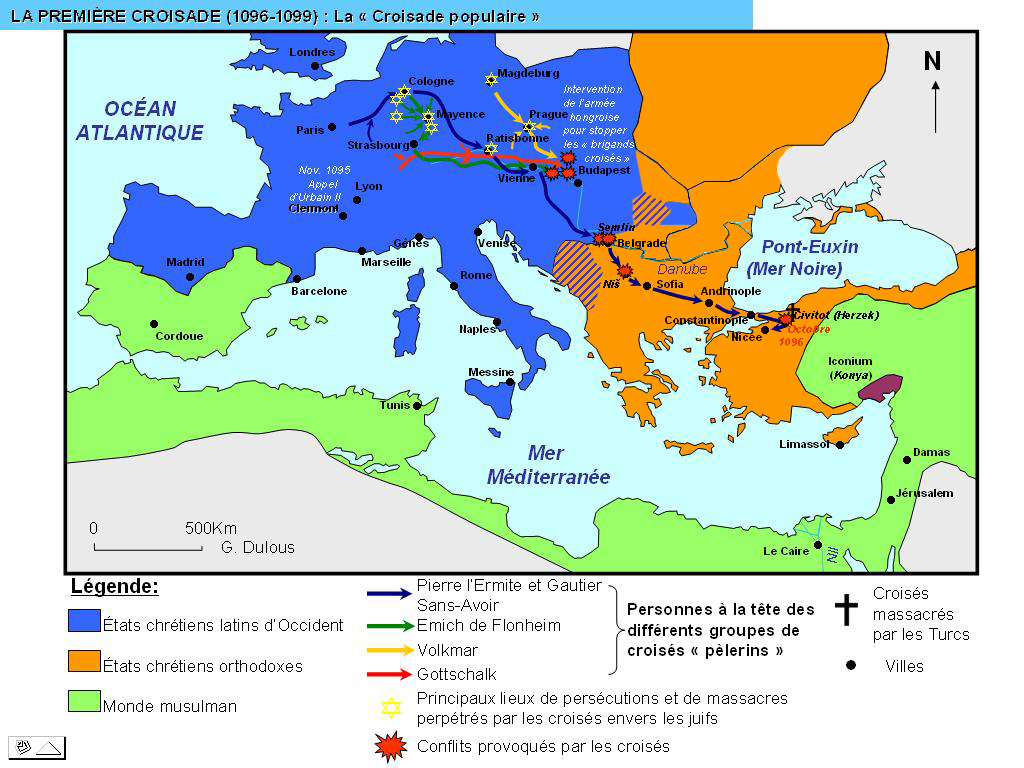
Tocht van de verschillende groepen van de Volkskruistocht. Tocht van Emich: groene pijlen.

Over zijn verdere leven en zijn dood is niets meer bekend. Een aantal van zijn manschappen zouden zich later wel aangesloten hebben bij de Eerste Kruistocht.